# Liste des ducs de Västerbotten
Depuis le XXe siècle, deux membres de la famille royale de Suède ont été créés duc ou duchesse de Västerbotten (en suédois : Hertig av Västerbotten) par le roi de Suède. Nominal depuis 1772, ce titre se transmet aussi à l’épouse du prince, qui est ainsi une duchesse consort.

## Liste des ducs et duchesses de Västerbotten

### Maison Bernadotte
Sous la maison Bernadotte, un prince a porté et une princesse porte ce titre :
1. le prince Gustave-Adolphe (1906-1947), de 1906 à sa mort en 1947 (créé duc de Västerbotten par le roi Oscar II) ; 
titre transmis à son épouse, la princesse Sibylle de Saxe-Cobourg et Gotha (1908-1972), en tant que duchesse consort, lors de son mariage, en 1932.
2. la princesse Ines (2025), depuis 2025 (créée duchesse de Västerbotten par le roi Charles XVI Gustave)[1].

## Armoiries

Armoiries du prince  Gustave-Adolphe de 1906 à 1947.
Armoiries de la princesse  Sibylle de Saxe-Cobourg et Gotha de 1932 à 1972.